# Haute Cour d'Érythrée
La Haute Cour d'Érythrée est la dernière cour d'appel en Érythrée et la plus haute juridiction de la hiérarchie judiciaire érythréenne. Elle a compétence à la fois en première instance et en appel.
Un panel de trois juges entend toutes les affaires en première instance. Cependant, lorsque la Haute Cour entend les derniers appels, un collège de cinq juges est présent au procès.
En 2005, la Haute Cour met en moyenne deux mois pour décider si elle entendrait un appel et, à la fin de l'année, elle avait un arriéré d'environ 200 affaires.

## Liste des juges en chef (après l'indépendance)
Les juges en chef de la Haute Cour d'Érythrée sont:
- Fozia Hashim (1991-1993)[3]
- Teame Beyène (1994-2001)[4],[5]
- Mekorios Beraki (2001- )[6]